# Bunaken
Bunaken is een klein eilandje voor de kust van de Indonesische stad Manado dat in het gebied Minahasa, Noord-Sulawesi ligt. De bewoners van Bunaken leven vooral van de visserij. Ongeveer de helft van de bevolking is moslim, de andere helft christen, zoals de overgrote meerderheid van de mensen in het gebied rond Bunaken en Manado.
Bunaken staat bij veel duikers en biologen bekend om zijn prachtige koraalriffen, die ongeveer 50 meter van het eiland af zeer steil aflopen (tot 200 meter). Dit rif maakt deel uit van het Nationaal park Bunaken.
Vlakbij Bunaken werd in 1997 een uitgestorven gewaande coelacant aangetroffen op een vismarkt. In 1998 werd een tweede exemplaar gevangen.